# Trigonométrie de Wildberger
 (septembre 2015).
Si vous disposez d'ouvrages ou d'articles de référence ou si vous connaissez des sites web de qualité traitant du thème abordé ici, merci de compléter l'article en donnant les références utiles à sa vérifiabilité et en les liant à la section « Notes et références ».
La trigonométrie de Wildberger (dite aussi trigonométrie rationnelle car elle ne fait aucun recours aux nombres irrationnels) constitue une réécriture de la trigonométrie traditionnelle. Elle s’en distingue en évitant non seulement l’usage des fonctions trigonométriques classiques, mais même l’usage de nombres transcendants tels que π dans l’écriture des formules.
Elle fut autopubliée en 2005 dans Divine Proportions: Rational Trigonometry to Universal Geometry par Norman Wildberger, Ph. D. de mathématiques de l'université Yale et professeur associé en mathématiques à l’université de Nouvelle-Galles du Sud à Sydney.

## Historique
On pratiquait depuis un quart de siècle la trigonométrie entière utilisée dès les premiers jeux graphiques sur ordinateur, afin d’éviter le recours aux fonctions flottantes dont le calcul était lent (jusqu’au 80486, les processeurs de la gamme i386 n’avaient pas de coprocesseur arithmétique en standard). Cette trigonométrie simplifiée dont la résolution ne dépassait ni ne voulait dépasser la résolution du pixel présentait le double mérite :
- de sa simplicité de mise en œuvre (par utilisation intensive à la fois de tables et des formules du style  {\displaystyle \sin(a+b)=\sin a\cos b+\sin b\cos a,} etc. ;
- d’une vitesse de calcul alors largement supérieure à celle du flottant.

## Le retournement de Wildberger
Wildberger retourne le problème en partant au contraire des méthodes d’addition des sinus et cosinus pris cette fois-ci comme axiomes de théorie, et développe une trigonométrie en nombres rationnels, en présentant cette construction comme plus satisfaisante pour l’esprit que l’introduction « classique ». Celle-ci évite d’introduire la notion de nombre réel, abstraction certes intéressante en soi, mais qui n’a pas d’intérêt dans le domaine spécifique du calcul numérique : il est toujours possible de pousser une précision aussi loin qu’on le désire en employant dans son système uniquement des rationnels, et sans avoir, à aucun moment du calcul, à postuler l’existence de nombres réels.
Cette approche n’est pas sans rappeler historiquement la reprise de la géométrie d’Euclide uniquement par le compas, et sans avoir à utiliser la règle dans les constructions (Georg Mohr et Lorenzo Mascheroni). Selon Wildberger, la construction de la trigonométrie est nettement simplifiée par cette méthode, et il est toujours possible de montrer par la suite que les axiomes choisis correspondent bien à ce qui est observé dans le monde euclidien.

### Quadrance
Afin d’éviter le recours à la notion de racine carrée, c’est la notion de quadrance (carré de la distance) qui est utilisée dans cette trigonométrie. 

### Ouverture
Pour des raisons similaires, et avec les mêmes effets, les angles sont remplacés par des ouvertures (spread) qui sont le carré du sinus de l’angle. Elles présentent l’intérêt elles aussi de se calculer de façon simple en n’utilisant que l’arithmétique des nombres rationnels.

## Restriction actuelle
Wildberger n’a pour le moment achevé cette théorie que pour la géométrie plane.

## Positionnement
La démarche de Wildberger s’apparente aux méthodes constructivistes à la mode depuis quelques années en mathématiques, et elles-mêmes influencées par les paradigmes de l’algorithmique.
Sur un plan épistémologique et plus généralement philosophique, on y retrouve aussi la traditionnelle complémentarité d’approche entre :
- l’algorithmique des Babyloniens (où l’important est le résultat du calcul) ;
- l’abstraction générale plus typique des mathématiques et de la pensée grecque.